# 交響曲第95番 (ハイドン)
交響曲第95番 ハ短調 Hob. I:95 は、フランツ・ヨーゼフ・ハイドンが作曲した交響曲で、イギリス訪問時のロンドンで作曲された、いわゆる『ロンドン交響曲』のうちの1曲である。

## 概要
本作は、1791年に第1回ロンドン旅行の折りのために作曲されたもので、『ロンドン交響曲』の中では唯一の短調作品であり、また唯一、開始楽章が緩やかな序奏なしに開始する。
『ロンドン交響曲』の中で比較的目立たない作品でありながら、メヌエット楽章のトリオ（中間部）にチェロの独奏パートが置かれているなど、細部にハイドンの創意が仕込まれた作品となっている。

## 楽器編成
| 木管         | 木管 | 金管         | 金管         | 打         | 打       | 弦              | 弦 |
| ------------ | ---- | ------------ | ------------ | ---------- | -------- | --------------- | -- |
| フルート     | 1    | ホルン       | 2            | ティンパニ | ●        | 第1ヴァイオリン | ●  |
| オーボエ     | 2    | トランペット | 2            | 他         |          | 第2ヴァイオリン | ●  |
| クラリネット |      | 他           |              | 他         | ヴィオラ | ●               |    |
| ファゴット   | 2    | 他           | チェロ       | 他         | ●        |                 |    |
| 他           |      | 他           | コントラバス | 他         | ●        |                 |    |

## 構成
- 第1楽章 アレグロ・モデラート
ハ短調、2分の2拍子（アラ・ブレーヴェ）、ソナタ形式。
お使いのブラウザーでは、音声再生がサポートされていません。音声ファイルをダウンロードをお試しください。
序奏のないソナタ形式である。第1主題の冒頭にある特徴的な5音の動機は、楽章全体を通じて繰り返し使用される。
再現部は提示部との差が大きく、第1主題の再現が前半と後半に分かれて行われるほか、第2主題の再現の2回目にはヴァイオリン独奏の伴奏が登場し、後の楽章におけるチェロ独奏の活躍を暗示させる。
なお、この曲では展開部・再現部の繰り返しは行われない（この頃のソナタ形式では、提示部を繰り返して演奏するのに加え、展開部・再現部も繰り返して演奏することが多かった）。

- 第2楽章 アンダンテ・カンタービレ
変ホ長調、8分の6拍子、変奏曲形式。
お使いのブラウザーでは、音声再生がサポートされていません。音声ファイルをダウンロードをお試しください。
主題と3つの変奏、コーダから成る。主題は前半・後半共に繰り返して提示される。
第1変奏は、チェロの独奏とヴァイオリンが対話するように進行する。第2変奏は短調に転じ、自由な展開を見せる。第3変奏では原型に戻るが、細かい弦楽器の動きが装飾する。
コーダでは主題の旋律を原型どおりに、和声だけを変えて再現した後、次楽章の主題を予感させるような動機で締めくくる。

- 第3楽章 メヌエット - トリオ
ハ短調 - ハ長調、4分の3拍子、複合三部形式。
お使いのブラウザーでは、音声再生がサポートされていません。音声ファイルをダウンロードをお試しください。
お使いのブラウザーでは、音声再生がサポートされていません。音声ファイルをダウンロードをお試しください。
メヌエット主部の後半で丸2小節分の休符を挟んでいるのが特徴的である。一方、ハ長調のトリオではチェロの独奏が全面にわたって活躍する。

- 第4楽章 フィナーレ：ヴィヴァーチェ
ハ長調、2分の2拍子（アラ・ブレーヴェ）、自由なソナタ形式。
お使いのブラウザーでは、音声再生がサポートされていません。音声ファイルをダウンロードをお試しください。
第1主題部では主題が前半・後半共に繰り返して提示される。経過部では第1主題に基づきながら、フーガが展開され、自由な経過句が現れたりして比較的自由な展開を見せる。この経過句は第2主題としての要素は薄く、この楽章はどちらかというと単一主題的である。再びフーガが現れ、短い展開部に入る。再現部はほぼ忠実ではあるが、主題の繰り返しは行われない。それからコーダに入り、主題が様々な展開を見せて全曲を閉じる。